# Ибрахим Чолак
Чолак Ибрахим бей, приел в 1934 година името Ибрахим Чолак (на турски: İbrahim Çolak), е османски и турски военен и политик.

## Биография
Различните източници дават като година на раждане 1878, 1879, 1880 или 1881, а като място на раждане – Бурса или Бозююк, Османската империя. През 1898 година завършва училище и постъпва във Военната академия, която завършва в 1901 година и постъпва на служба в армията. В 1904 година е назначен в Трета армия в Битоля. Член е на младотурския Комитет за единство и прогрес.
В 1914 година Ибрахим бей става началник от турска страна на четите на Българо-турския революционен комитет и се установява в Струмица, България. Няколкото новосъздадени турски чети успяват да настроят местното турско население срещу сръбската власт и да осигурят добър прием на четите на ВМОРО в турските села във Вардарска Македония. В 1915 година Ибрахим бей си сътрудничи с Петър Чаулев при организирането на Валандовската акция, в която участва и турската чета на Хюсеин Хаки бей.

## Трудове
- Milli Mücadele Esnasında Kuva-yı Seyyare Kumandanlığıma Ait Hatıratım, Emre Yayınları, İstanbul, 1996.

## Отличия
- Орден „Меджидие“ 4 и 5 клас
- Галиполска звезда
- Медал за независимостта с червена лента